# Robert Park (ur. 1981)
Robert Park (ur. 23 lipca 1981) – amerykański ewangelikalny misjonarz i aktywista polityczny, przetrzymywany i torturowany w Korei Północnej przez ponad miesiąc.

## Życiorys
25 grudnia 2009 został zatrzymany tuż przy granicy w Korei Północnej. Przedostał się do tego kraju przez zamarzniętą rzekę Tuman na granicy Korei Północnej i Chin. Zabrał ze sobą listy do północnokoreańskiego przywódcy, w których apelował o zmiany na szczytach władzy oraz o likwidację koreańskich obozów koncentracyjnych. Według współpracowników Parka, misjonarz miał w planach także nawrócić Kim Dzong Ila na chrześcijaństwo. Po zatrzymaniu Robert Park został poddany torturom oraz napastowaniu seksualnemu. Tuż przed zwolnieniem został skatowany do nieprzytomności.
Koreańska Centralna Agencja Prasowa poinformowała o zatrzymaniu Amerykanina, nie podając jego personaliów. Później KCNA poinformowała, że Robert Park żałuje swojej decyzji i wyraził skruchę.
W lutym 2010 został wypuszczony z Korei Północnej. Po powrocie do Stanów Zjednoczonych przechodził rehabilitację w Kalifornii. W wyniki stresu pourazowego Robert Park miał problemy z oddychaniem oraz silne ataki paniki.
Po powrocie do USA powiedział, że metody północnokoreańskich służb bezpieczeństwa są znacznie brutalniejsze niż metody stosowane przez Niemców podczas II wojny światowej.
Obecnie nadal zajmuje się problemem brutalnego łamania praw człowieka w Korei Północnej.